# دانشسرای تبریز
دانشسرای تبریز که در دوره‌های مختلف تحت عناوین دانشسرای عالی پسران تبریز، دانشسرای تربیت معلم دخترانه باهنر و دانشگاه آذربایجان فعالیت کرده است، مربوط به دوره پهلوی اول است و در میدان دانشسرای تبریز واقع شده است. این اثر در تاریخ ۱۰ خرداد ۱۳۸۲ با شمارهٔ ثبت ۸۹۰۹ به‌عنوان یکی از آثار ملی ایران به ثبت رسیده است.
در روز عاشورای سال ۱۲۹۰ خورشیدی در میدان مشق و سربازخانهٔ تبریز (که بعداً دانشسرای تبریز در این محل احداث گردید) و پس از اشغال تبریز به دست قوای روس، بسیاری از مبارزان مشروطه از جمله ثقةالاسلام تبریزی توسط روس‌ها اعدام شدند.

## دانشسرای تبریز
دانشسرای تبریز، تنها مرکز باقی‌مانده از بین ۱۷ دانشسرای عالی احداث شده در دورهٔ رضاشاه است. قرار است این بنا پس از مرمت به عنوان «موزه دانشسرای عالی پسران تبریز» فعالیت نماید.
قبل از اینکه مجموعهٔ علمی، آموزشی و فرهنگی دانشسرای پسران تبریز ساخته شود این مکان میدان بزرگ و مرکز مشق سربازان روسی بود و قبل از هجوم روس‌ها به تبریز نیز، قزاق‌ها و سربازان ایرانی در این میدان، مشق نظامی تمرین می‌کردند.
براساس قانون تربیت معلم مصوب اسفند ۱۳۱۲ در اول سال تحصیلی ۱۳۱۳، کلاس اول دانشسرای مقدماتی در ساختمان جنوبی دبیرستان شاهدخت سابق در کوچه حرمخانه تأسیس گردید.
عملیات ساخت ساختمان دانشسرای فعلی در سال ۱۳۱۵ در هنگامی که علی‌اصغر حکمت وزیر فرهنگ بود، با همکاری مهندسان آلمانی در محل سربازخانه و میدان مشق تبریز شروع شده و در سال ۱۳۱۸ پایان پذیرفت تا محل تربیت علمی و فرهنگی معلمان آینده باشد. گفته می‌شود در ساختمان بنای دانشسرای مقدماتی پسران تبریز مهندسان آلمانی نیز با معماران ایرانی همکاری فنی داشته‌اند. در تیر ماه ۱۳۱۸ پس از برگزاری جشن باشکوهی در تالار سخنرانی، این دانشسرا افتتاح گردید و کلاس‌های آن از مهر ماه همان سال در ساختمان جدید تشکیل یافت.
در مهر ماه ۱۳۲۹ علاوه بر دو کلاس دانشسرا کلاس تربیت بدنی برای معلم ورزش در ساختمان دانشسرا تأسیس گردید که از کلاس‌های اخیر دو دوره فارغ‌التحصیل شده‌اند.
این دانشسرا در سال تحصیلی ۳۵–۱۳۳۶، ۱۵۷ دانش آموز داشته و به صورت شبانه‌روزی اداره می‌شد. این دانشسرا دارای امکاناتی چون آزمایشگاه‌های طبیعی فیزیک و شیمی، کتابخانه و کارگاه کاردستی بود.

### فهرست مدیران
حمید فرهت، مدیریت دانشسرا را تا ۲۲ شهریور ۱۳۱۵ برعهده داشت. اولین دورهٔ فارغ التحصیلان دانشسرا شش نفر بودند. بعد از حمید فرهت، اشخاص زیر به ترتیب، مدیریت و ریاست دانشسرا را بر عهده داشتند:
- عباس نیک‌منش از شهریور ۱۳۱۵ تا مهر ۱۳۱۶
- کاظم رجوی از اواخر مهر ۱۳۱۶ تا دی ماه ۱۳۱۷
- علی اکبر صبا از دی ماه ۱۳۱۷ تا ۲۷ تیر ۱۳۱۸
- علی دهقان از ۲۷ مهر ماه ۱۳۱۸ تا خرداد ۱۳۲۳
- غفار بینش پور از خرداد ۱۳۲۳ تا آذر ۱۳۲۳
- غلامحسین بدرایرانی از آذر ۱۳۲۳ تا مهر ۱۳۲۸
- حسین تهامی از مهر ۱۳۲۸ تا اسفند ۱۳۲۹
- تقی میرفخرائی از اسفند ۱۳۲۹ تا مرداد ۱۳۳۴
- هادی منصور آذر از مرداد ۱۳۳۴ تا شهریور ۱۳۳۵
- ابوالقاسم طباطباوکیلی تا آبان ماه ۱۳۳۵
- حسن محمد خانلو از آبان ماه ۱۳۳۵ تا ۱۳۴۱
- ابوالحسن دیانت از ۱۳۴۱ تا ۱۳۵۵ (دانشسرا تا سال ۱۳۵۱ منحل شد)
- محمد نیری‌وند از ۱۳۵۵ تا ۱۳۶۰

از ۱۳۶۰ تاکنون دانشسرا تعطیل است.

## دانشگاه آذربایجان
دانشگاه آذربایجان (آذربایجان اونیورسیته‌سی) از مصوبات مجلس حکومت خودمختار آذربایجان بود. بر این اساس مقرر شد دانشگاه آذربایجان از اول مهر سال ۱۳۲۵ خورشیدی در محل دانشسرای تبریز شروع به فعالیت کند. نصرت‌الله جهانشاهلو به عنوان اولین رئیس این دانشگاه انتخاب شد. اساتید این دانشگاه از بین پزشکان، دبیران و مهندسان تبریزی برگزیده شده بودند. صرفاً یک نفر استاد ریاضیات عالی از باکو به استخدام این دانشگاه درآمده بود. کلاس‌های این دانشگاه از ساعت ۲ تا ۸ بعد از ظهر برقرار بود.
این دانشگاه از ۲ دانشکده، ۵ رشتهٔ تحصیلی و ۱۸۰ نفر دانشجو تشکیل یافته بود:
1. دانشکدهٔ پزشکی: دورهٔ تحصیلی ۶ ساله با پذیرش ۶۰ نفر دانشجو؛ به ریاست نصرت‌الله جهانشاهلو
2. دانشکدهٔ تربیت معلم (زبان و ادبیات، تاریخ و جغرافیا، طبیعیات و شیمی، ریاضیات و فیزیک): دورهٔ تحصیلی ۳ ساله، با پذیرش ۳۰ نفر دانشجو در هر رشته؛ به ریاست سید جعفر پیشه‌وری
3. دانشکدهٔ کشاورزی: برنامه‌ریزی جهت تأسیس
4. دانشکدهٔ حقوق: برنامه‌ریزی جهت تأسیس